# Брузги
Брузги́ (біл. Брузгі, рос. Брузги) — село в Гродненському районі Гродненської області Білорусі. Входить до складу Адельської сільської ради.
У 1940-1959 рр. центр Брузгинської сільської ради. До 2002 року село входило до Баранавицької сільської ради.
Поруч із селом знаходиться однойменний пункт пропуску на кордоні з Польщею.

## Населення
- 2010 рік — 199 осіб
- 1999 рік — 272 осіб.

## Мігранти
8 листопада 2021 року з боку Білорусі біля села Брузги до кордону Польщі підійшла велика кількість емігратів. Перед цим їх супроводжували озброєні білоруські прикордонники із собаками.